# Sonate voor cello en piano nr. 1 (Schnittke)
Alfred Schnittke componeerde zijn Sonate voor cello en piano nr. 1 in 1978.

## Geschiedenis
Componeren voor de cello (met of zonder begeleiding) ging hem goed af. Dat zal onder meer komen doordat in zijn muzikale kennissenkring drie wereldberoemde cellisten aanwezig waren: Natalia Gutman, Mstislav Rostropovitsj en Alexander Ivasjkin.
Schnittke lag tijdens zijn leven diverse malen overhoop met de officiële instanties. Toch heeft dit werk voor cello en piano diverse compositieprijzen gewonnen, onder meer de Tsjaikovski-prijs; ook dat zal mede een gevolg zijn geweest van zijn vriendschap met diverse musici. Om Schnittke dwars te kunnen zitten werden er maar 500 exemplaren van de partituur gedrukt. Aangezien het een van de populairste werken van hem werd, waren deze in een mum van tijd verkocht. Exemplaren werden gestolen uit de bibliotheken of zo vaak gekopieerd dat ze snel niet leesbaar meer waren.

## De muziek
Deze cellosonate is opgedragen aan celliste Gutman.  De ruim 20 minuten durende compositie telt drie delen:
1. Largo
2. Presto
3. Largo

## Uitvoeringen
- Uitvoeringen van o.a. Natalia Gutman, Heinrich Schiff, Dmitri Ferschtman en Maya Fridman.